# Robert Vertonghen
Robert Vertonghen (Machelen, 5 mei 1945) is gewoon hoogleraar emeritus bedrijfseconomie en managementwetenschappen aan de KU Leuven campus Brussel (sedert 2013 onderdeel van de KU Leuven).

## Loopbaan
Robert Vertonghen behaalde in 1967 het diploma van handelsingenieur, kwantitatief bedrijfseconomische richting aan de KU Leuven. In datzelfde jaar werd hij onderzoeksassistent in het Centrum voor Economische Studiën van de KU Leuven en werkte daar een FKFO-project af dat een eerste aanloop betekende naar zijn doctoraal proefschrift. In 1971 werd hij monitor wiskunde en statistiek in het Departement Economische Wetenschappen van de KU Leuven. In 1975 promoveerde hij tot Doctor in de Toegepaste Economische Wetenschappen met zijn proefschrift “Investeringscriteria voor publieke investeringen. Het uitwerken van een operationele theorie met een toepassing op de verkeersinfrastructuur” (zie beperkte bibliografie). Dit proefschrift werd bekroond met de Internationale Prijs Bernard Van Hool 1975. Gedurende de academiejaren 1975-1976 en 1976-1977 volgde hij de Postdoctorale Accountantsopleiding aan de Katholieke Hogeschool Tilburg (thans de Tilburg University). Vanaf 1976 werd hij benoemd tot eerstaanwezend assistent in de Faculteit ETEW van de KU Leuven. In 1977 kreeg hij de titel van lector voor zijn wetenschappelijke prestaties na zijn doctoraat. Zijn artikel “Een kwadratisch programmeringsmodel voor het bepalen van een optimaal investeringsprogramma voor wegeninfrastructuur” (zie beperkte bibliografie) werd bekroond met de Prijs van de Vereniging voor Economie 1977. In 1978 werd hij bevorderd tot werkleider-lector in de faculteit ETEW van de KU Leuven. Vanaf 1980 was hij daarnaast ook benoemd tot burgerprofessor in de School der Militaire Administrateurs met als onderwijsopdracht “Kosten-batenanalyse in de Publieke Sector”. Tevens was hij vanaf 1981 benoemd tot buitengewoon docent aan de UFSAL (later herdoopt tot KU Brussel, thans de KU Leuven campus Brussel) met als onderwijsopdracht “Vennootschapsboekhouden”. Vanaf 1982 werd hij daar voltijds benoemd tot gewoon docent (thans hoofddocent) met als onderwijsopdracht “Algemeen boekhouden, Vennootschapsboekhouden, Bedrijfseconomie en Algemene organisatieleer”. Vanaf 1982 tot 1984 was hij er academisch secretaris en vanaf 1984 tot 1988 decaan. In 1989 werd hij bevorderd tot hoogleraar en in 1992 tot gewoon hoogleraar. Gedurende de academiejaren 1985-1986, 1990 t.e.m. 1993 en 1997-1998 was hij gastprofessor in het Departement TEW van de KU Leuven voor het hoorcollege “Vennootschapsboekhouden”. Vanaf oktober 2005 werd hij bijzonder emeritus gewoon hoogleraar in de KU Brussel met als onderwijsopdracht “Vennootschapsboekhouden”. In 2010 werd hij voltijds emeritus gewoon hoogleraar met opdracht in de KU Leuven campus Brussel. Sedert 1994 werd hij onderscheiden in de Nationale Orden en is hij Officier in de Orde van Leopold II. 
Robert Vertonghen heeft een tachtigtal wetenschappelijke publicaties, hoofdzakelijk m.b.t. de sociaal-economische evaluatie van (investerings)projecten in de publieke sector. Het hoofddoel van dat onderzoek was het ontwikkelen van instrumenten die bijdragen tot een efficiënt en effectief (investerings)beleid van de overheid. Hij heeft meegewerkt aan verschillende sociaal-economische kosten-batenanalyses, o.m. in opdracht van het Ministerie van Openbare Werken en het Ministerie van Economische Zaken. Zijn expertise heeft bijvoorbeeld bijgedragen tot het bepalen van de prioriteiten voor de wegenbouw op het Ministerie van Openbare Werken, eerst federaal en later ook regionaal. Hij was ook lid van de externe deskundigen in de Vlaamse Wegencommissie (SERV) en in de Vlaamse Havencommissie (SERV).  Naast het genoemd onderzoek heeft hij ook opzoekingen verricht m.b.t. vennootschapsboekhouding, met name de optimalisatie van de boekhoudkundige verwerkingen in de bedrijven, rekening houdend met de nieuwste wijzigingen in het Belgisch boekhoud- en vennootschapsrecht, alsook met de nieuwste adviezen van de CBN en IAS/IFRS-normen. 

## Beperkte bibliografie
- R.Vertonghen en B. De Clercq, ‘De welvaartstheoretische grondslagen van de sociaal-economische kosten-batenanalyse’, Faculteit ETEW, KU Brussel (HUB), Brussel, 2007, 69 p.
- R. Vertonghen en C. Lefebvre: ‘Vennootschapsboekhouden.  Handboek ten behoeve van onderwijs en praktijk’, negende, herwerkte uitgave, Acco, Leuven/Voorburg, 2006, 599 p.
- R. Vertonghen, ‘Rekeningrijden’, Trendsreview nr. 12, Bijlage bij Trends, 21 september 2000, pp. 38-45.
- R. Vertonghen, ‘De sociaal-economische kosten-batenanalyse in actie: moet op de Schelde boven Antwerpen een stormvloedkering worden gebouwd’, Faculteit ETEW, K U Brussel, Brussel, 1997, 11 p.
- R. Vertonghen, ‘Multicriteria-analyse’, Milieu- en veiligheidsmanagement, Afl. 19, Kluwer Editoriaal, Brussel, 1996, 18 p. (165-182)
- R. Vertonghen, ‘Milieuheffingen als instrument voor een efficiënt en effectief milieubeleid’, Milieu- en veiligheidsmanagement, Afl. 14, Kluwer Editoriaal, Brussel, 1995, 13 p. (149‑161)
- R. Vertonghen en V. Van Rompuy, ‘Sociaal-economische kosten-batenanalyse; evaluatie van investeringsprojecten in de publieke sector’; derde, herwerkte en vermeerderde druk, Acco, Leuven, 1994, 218 p.
- R. Vertonghen, ‘De directe en indirecte sociaal-economische impact van de Europese instellingen in Brussel’, Tijdschrift voor Economie en Management, vol XXXVII, 1992, pp. 395‑418
- R. Vertonghen, ‘Multicriteria-analyse versus kosten-batenanalyse’, Tijdschrift voor Economie en Management, Vol. XXXVII, 1, 1992, pp. 87-110
- R. Vertonghen, ‘Socio-Economic Evaluation of Investments in the Public Sector’, Tijdschrift voor Economie en Management, Jaargang XXXIII, 1988, nr. 3/4, pp. 245-259
- J. Mortelmans, E. Schokkaert, L. Berlage en R. Vertonghen, ‘De economische wenselijkheid van een snelspoorverbinding door België’, Leuvense Economische Standpunten, 1987/40, CES, Leuven, 1987, 34 p.
- R. Vertonghen, ‘Een toekomstblik op de energieprijzen’, Tijdschrift voor Economie en Management, Jaargang XXXII, 1987, nr.1, pp. 77-88
- R. Vertonghen, ‘Te verwachten evolutie van de prijs van de ingevoerde steenkolen in vergelijking met andere energieprijzen’, deelonderzoek van de studieopdracht van de Minister van Economische Zaken Mark Eyskens betreffende de vragen gesteld in het Controlecomité voor de Elektriciteit en het Gas m.b.t. het Nationaal Uitrustingsplan 1985-1995 voor de productie en het transport van elektrische energie, Faculteit Economische, Politieke en Sociale Wetenschappen, UFSAL, Brussel, 1986, 54 p.+ 9 p. (synthese)
- L. Berlage, P. Van Rompuy, R. Vertonghen en K. Halsberghe, m.m.v. P. Van Elewyck, ‘Multi- en interdisciplinaire evaluatiestudie betreffende de stormvloedkering te Antwerpen (Oosterweel); deelstudie(g) : kosten-batenanalyse van de stormvloedkering’, KU Leuven, 1981, 105 p.
- G. Blauwens, R. Vertonghen, F.X. de Donnea & H. Glejser, ‘Kosten-batenanalyse van de verdere uitbouw van het Belgisch wegennet’, ook in het Frans verschenen :Poursuite de la construction du réseau routier belge, analyse coûts-bénéfices’, Ministerie van Openbare Werken, Brussel, 1981, 99 p.
- R. Vertonghen, ‘Sensitiviteitsanalyse als instrument ter behandeling van onzekerheid in kosten-batenanalyses’, onderzoeksrapport nr. 7905, Departement voor Toegepaste Economische Wetenschappen, KU Leuven, 1979, 26 p.
- R. Vertonghen, ‘Een comperatieve kosten-batenstudie voor wegenbouw: het afwegen van een “expresweg” Eindhoven-Hasselt-Huy t.o.v. de autoweg “A 24”, onderzoeksproject nr. 7823, Departement voor Toegepaste Economische Wetenschappen, KU Leuven, 1978, 50 p.
- R. Vertonghen, ‘Toepasbaarheid van de kosten-batenanalyse voor beslissingen inzake publieke investeringsprojecten’, Tijdschrift voor Economie en Management, Jaargang XXIII, 1978, nr.3, pp. 369-392
- R. Vertonghen ‘Kosten-batenanalyse voor projecten inzake wegeninfrastructuur, toegepast op de autoweg A24’, onderzoeksrapport nr. 7609, Departement voor Toegepaste Economische Wetenschappen, KU Leuven, 1976, 69 p.
- R. Vertonghen, ‘Een kwadratisch programmeringsmodel voor het bepalen van een optimaal investeringsprogramma voor wegeninfrastructuur’, Tijdschrift voor Economie en Management, Jaargang XXI, 1976, nr. 1, pp. 37-66 (bekroond met de Prijs van de Vereniging voor Economie, 1977)
- R. Vertonghen, ‘Investeringscriteria voor publieke investeringen. Het uitwerken van een operationele theorie met een toepassing op de verkeersinfrastuctuur’, Reeks van de Faculteit der Economische en Toegepaste Economische Wetenschappen, nr.13, KU Leuven, Acco, 1975, 254 p. (doctoraal proefschrift, bekroond met de Internationale Prijs Bernard Van Hool, 1975)

- Gemeinsame Normdatei: 170542335
- International Standard Name Identifier: 0000 0000 2230 230X
- Library of Congress Control Number: n83154406
- Nederlandse Thesaurus van Auteursnamen: 073463167
- Virtual International Authority File: 11224641